# Stadt Stolberg (Harz)

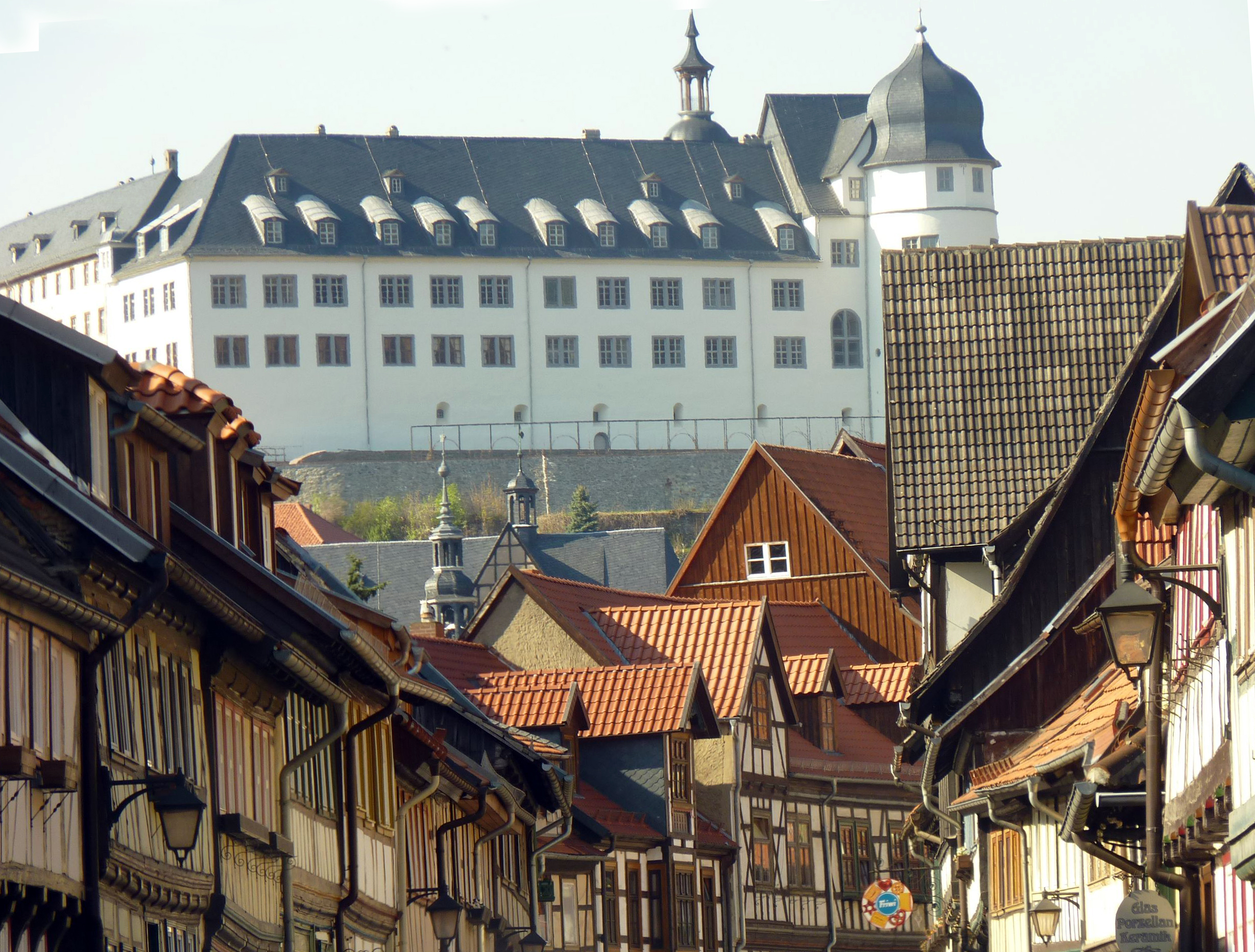
Stolberger Fachwerkensemble mit Schloss im Südharz

Stadt Stolberg (Harz) ist ein Ortsteil der Gemeinde Südharz im Landkreis Mansfeld-Südharz in Sachsen-Anhalt. Der etwa 1400 Einwohner zählende Ort im Harz besaß bis zu seiner Eingemeindung 2010 das Stadtrecht und ist heute bekannt als Luftkurort sowie Historische Europastadt. Markenzeichen sind die vielen Fachwerkhäuser im Renaissancestil.

## Geographische Lage
Stolberg befindet sich im Unterharz im Naturpark Harz/Sachsen-Anhalt. Es liegt zwischen Breitenstein im Norden und Rottleberode im Süden am Ursprung des Helme-Zuflusses Thyra und an der Kreisstraße 2354 (Breitenstein–Rottleberode) auf etwa 265 bis 370 m ü. NN. Die Grenze zu Thüringen verläuft 4 km entfernt westlich.

## Geschichte

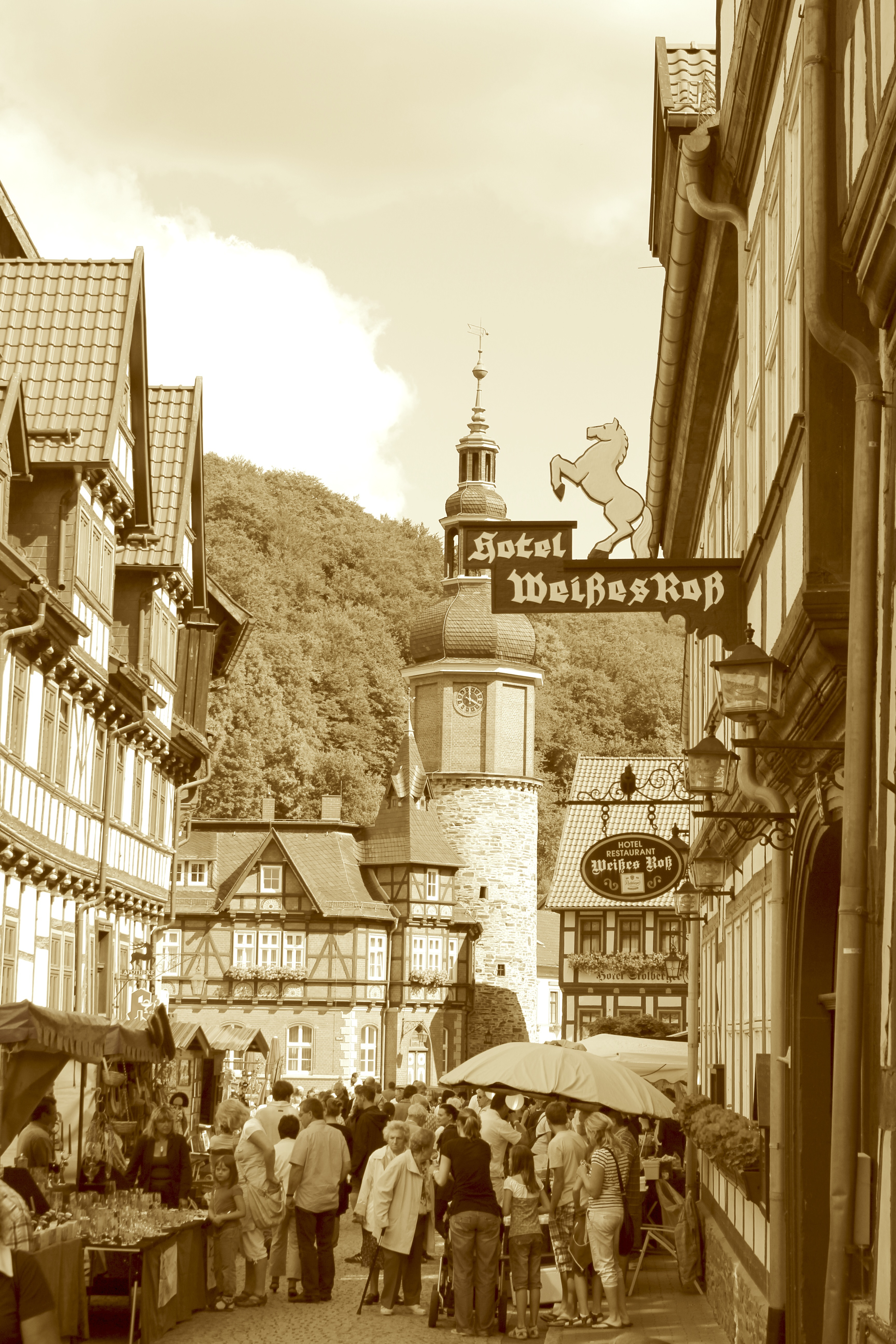
Markt in Stolberg

Der Ort entstand um das Jahr 1000 als Bergmannssiedlung, wobei bereits seit 794 in der Gegend Bergbau nachweisbar ist. Schon in alten Zeiten wurden hier Eisen, Kupfer, Silber, Zinn und Gold gefördert. Die erste urkundliche Erwähnung stammt aus dem Jahre 1210 in Zusammenhang mit dem hier ansässigen Grafengeschlecht. Vor 1300 wurde Stolberg das Stadtrecht verliehen.

### Grafen zu Stolberg
Seit Beginn der Stadtgeschichte war Stolberg der Sitz der Grafen zu Stolberg. Diese hatten ihren Stammsitz im Schloss Stolberg auf einem Bergsporn nördlich der im Thyratal gelegenen Stadt. Die Grafen von Stolberg prägten seit dem Hochmittelalter ihre eigenen Münzen in der Stadt. Im 16. Jahrhundert hatte das Handwerk seine Blütezeit.
Unter dem hier geborenen Bauernführer Thomas Müntzer war Stolberg im Deutschen Bauernkrieg Stätte mehrerer Kämpfe. Am 2. Mai 1525 drangen aufständische Bauern in die Stadt ein und zwangen den regierenden Grafen Botho zu Stolberg zur Annahme ihrer Forderungen (24 Stolberger Artikel), die dieser nach der Niederlage der Bauern jedoch schnell wieder rückgängig machte.
Die Grafen zu Stolberg-Stolberg richteten als Leitung der lutherischen Kirche in der Grafschaft Mitte des 16. Jahrhunderts ein Konsistorium ein, das seit 1658, der Einrichtung einer eigenen Kirchenleitung in der 1645 abgetrennten Grafschaft Stolberg-Wernigerode, als Gräfliches, ab 1893 Fürstliches Konsistorium Stolberg-Stolberg firmierte.
Der Bergbau wurde ab dem 17. Jahrhundert eingestellt. Die Grafschaft Stolberg teilte sich später in die Grafschaften S.-Stolberg und S.-Rossla auf. Beide verschuldete sich zuletzt immer weiter, sodass die Grafen im 18. Jahrhundert mehrfach Konkurs anmelden mussten. Dadurch gelangten die Grafschaften unter Fremdverwaltung durch das Königreich Sachsen.

### Zugehörigkeit zu Preußen

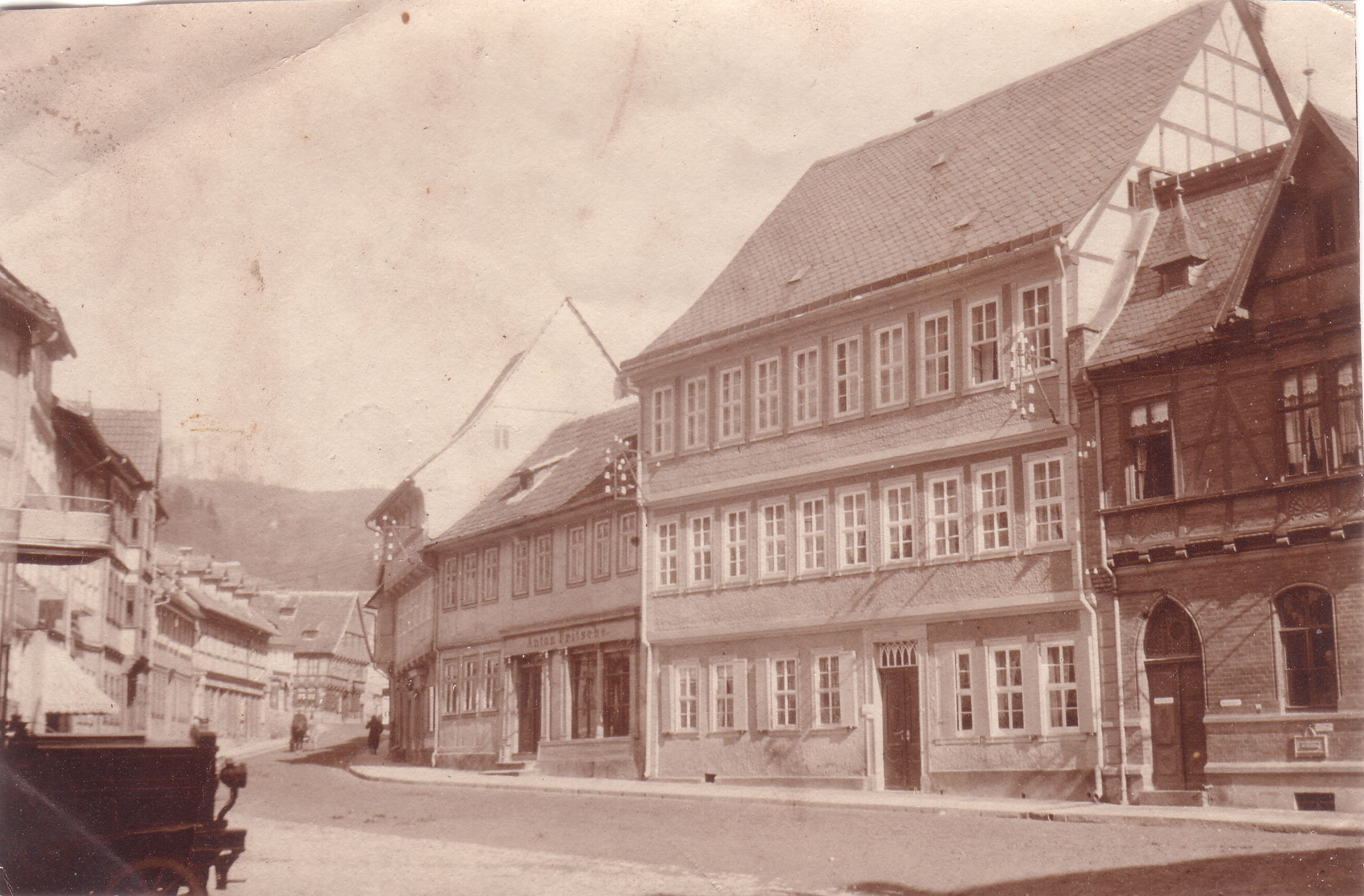
Am Markt in Stolberg um 1905

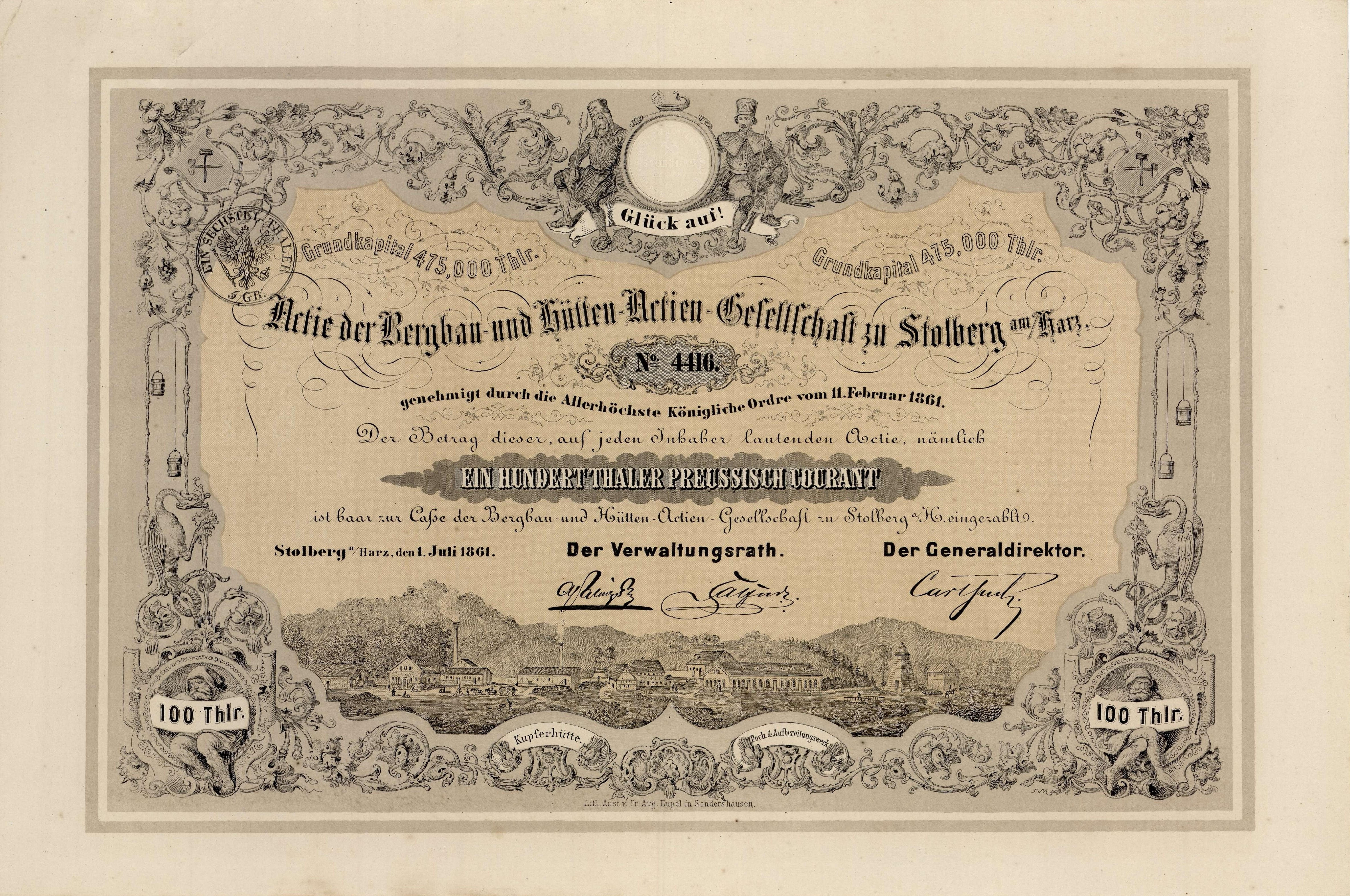
Gründeraktie der kurzlebigen Bergbau- und Hütten-AG zu Stolberg am Harz vom 1. Juli 1861

Blick durch die Niedergasse im Jahr 1909

Im Jahre 1815 wurde nach den Napoleonischen Kriege die bis dato sächsische Stadt in die neue Provinz Sachsen des Königreichs Preußen zugeteilt. Seit 1821 gehörten die lutherischen Kirchengemeinden im Gebiet der ehemaligen Grafschaft zur Kirchenprovinz Sachsen der neuen, verwaltungsmäßig unierten Evangelischen Landeskirche in Preußen. Heute gehören sie zur 2009 gegründeten Evangelischen Kirche in Mitteldeutschland. Das Konsistorium jedoch bestand mit regionaler Zuständigkeit für die lutherischen Kirchengemeinden in der ehemaligen Grafschaft fort. Bis zur Trennung von Staat und Kirche 1919 unterstand es direkt dem Standesherrn Graf/Fürst von Stolberg-Stolberg und indirekt dem Oberpräsidenten der Provinz Sachsen. Für die Rechtsprechung in Stolberg war bis 1849 die gräflich Stolberg-Stolbergischen Justizkanzlei in Stolberg als Patrimonialgericht zuständig. Von 1849 bis 1879 bestand in Stolberg die Gerichtskommission Stolberg des Kreisgerichts Sangerhausen. 1879 wurde stattdessen das Amtsgericht Stolberg (Harz) geschaffen. Dieses wurde 1943 aufgehoben und das Amtsgericht Nordhausen übernahm seinen Sprengel.
1833 hatte Stolberg schon 2392 Einwohner. Zu Beginn des 20. Jahrhunderts wurde Stolberg Fremdenverkehrsort und 1923 wurde eine Eisenbahn nach Berga-Kelbra eröffnet.

### Zweiter Weltkrieg
Im Zweiten Weltkrieg wies Stolberg 76 Gefallene und zehn Vermisste auf. Bei dem britischen Bombenangriff auf Nordhausen am 3. April 1945 wurden auch sieben Einwohner von Stolberg getötet. Auf  Stolberg fielen 8 bis 10 Bomben, zerstörten zwei Grundstücke vollständig, beschädigten 15 Häuser verschieden schwer und rissen Straßen auf.
Ende 1944 verlegte der Evangelische Oberkirchenrat (Leitung der Landeskirche) seinen Sitz aus dem gefährdeten Berlin ins Stolberger Konsistorialgebäude.
Anfang 1946 wurden unter „Werwolf“-Vorwurf 14 Jugendliche im Alter von 15 bis 18 Jahren (zwei waren 19 bzw. 20 Jahre alt) durch eine Operativ-Gruppe des sowjetischen Sicherheitsdienstes NKWD verhaftet und von einem Militärtribunal zum Tode (drei Jugendliche, in zwei Fällen vollstreckt) oder zu hohen Freiheitsstrafen bis zu 25 Jahren verurteilt. Die Mehrzahl der Jugendlichen hat die Haftbedingungen in den sowjetischen Speziallagern nicht überlebt. 1995 wurde die Gruppe von der Generalstaatsanwaltschaft der Russischen Föderation rehabilitiert.

### Nachkriegszeit

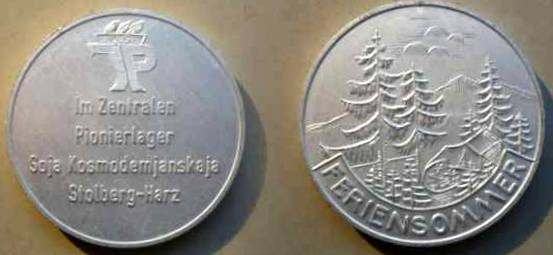
Erinnerungsplakette für Teilnehmer des Ferienlagers

Seit 1946 gilt die Stadt als Kurort. Zu DDR-Zeiten bestand in Stolberg das Pionierferienlager „Soja Kosmodemjanskaja“.
Am 5. November 1947 wurde das Konsistorium Stolberg-Stolberg mit dem „alten“ Fürstlichen Konsistorium Stolberg-Roßla, Sitz Roßla, zu einem Konsistorialbezirk zusammengefasst, wobei das nun „neue“ Evangelisch-Lutherische Konsistorium Stolberg-Roßla seinen Sitz in Stolberg hatte. „Die Kirchenleitung der Evangelischen Kirche der Kirchenprovinz Sachsen hat […] mit Beschluss vom 28. Oktober 2005 im Einvernehmen mit der Kreissynode des Kirchenkreises Eisleben die Auflösung des Evangelisch-Lutherischen Konsistoriums Stolberg-Roßla beschlossen.“

### Nachwendezeit
Stolberg wurde am 1. September 2010 in die Gemeinde Südharz eingegliedert.
Am 1. Juli 2014 ist das neue Kommunalverfassungsgesetz des Landes Sachsen-Anhalt in Kraft getreten. In dessen § 14 (2) wird den Gemeinden die Möglichkeit gegeben, den Ortsteilen, die vor der Eingemeindung Städte waren, diese Bezeichnung zuzuerkennen. Die Gemeinde Südharz hat von dieser Regelung für den Ortsteil Stolberg (Harz) Gebrauch gemacht. Ihre neue Hauptsatzung ist mit Wirkung vom 1. Januar 2017 in Kraft getreten. In den §§ 1 und 15 (1) werden die Ortsteile und Ortschaften mit ihren amtlichen Namen aufgeführt.

## Politik

### Ortsbürgermeister
Ortsbürgermeister von Stolberg ist Ulrich Franke (FDP).

### Wappen
Das Wappen wurde vom Heraldiker Lutz Döring neu gestaltet. Es zeigt einen Hirsch unter einem roten Stadttor mit drei Türmen.

### Städtepartnerschaften
- Stolberg (Rheinland), Deutschland
- Hardegsen (Solling), Deutschland
- Hodonín (dt.: Göding), Tschechien / Südmähren

## Kultur und Sehenswürdigkeiten

### Bauwerke

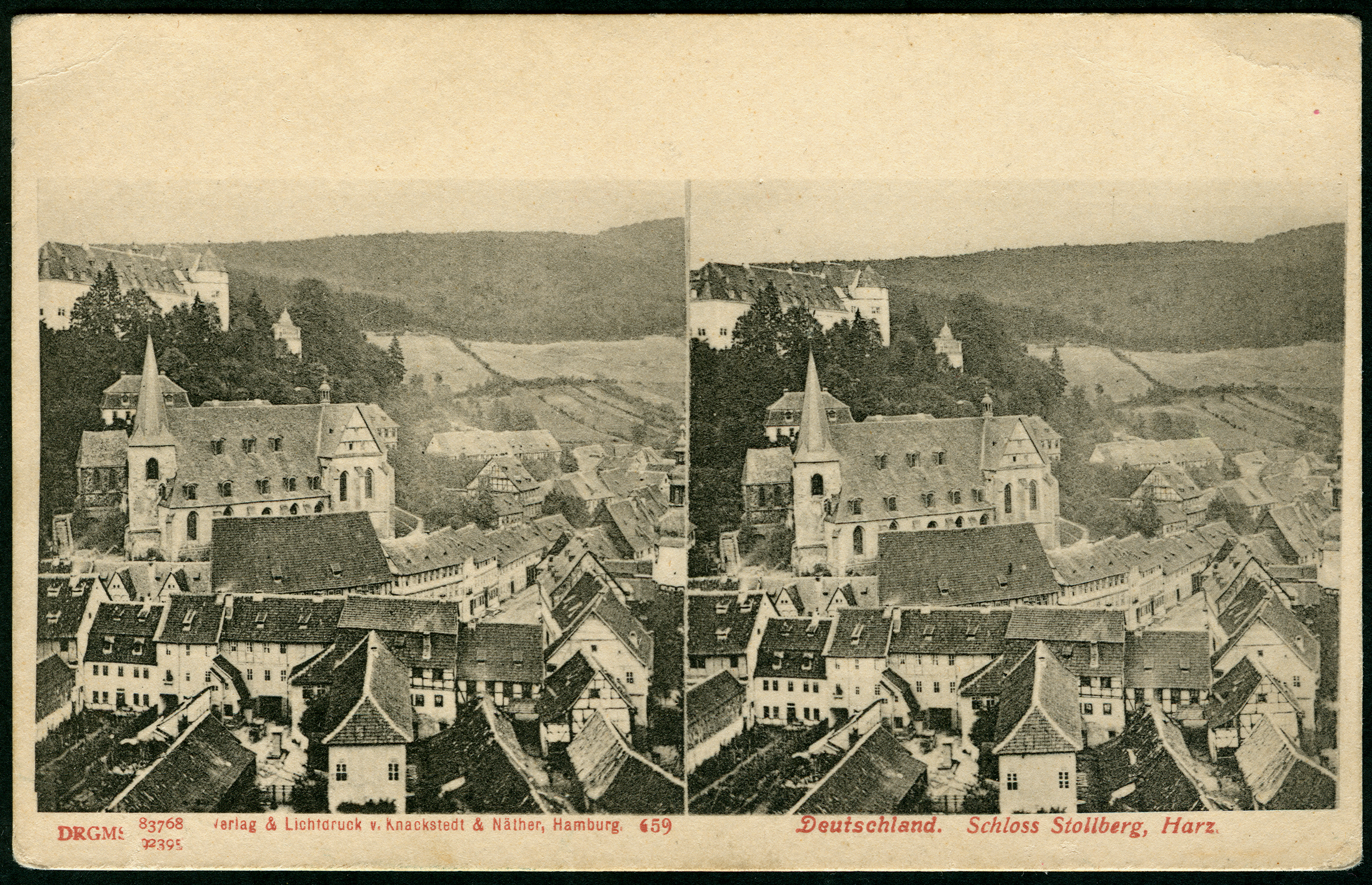
Schloss Stolberg (oben rechts) über dem mittelalterlichen Ort;
Stereoskopie Nr. 659 als Ansichtskarte, Verlag Knackstedt & Näther, um 1900

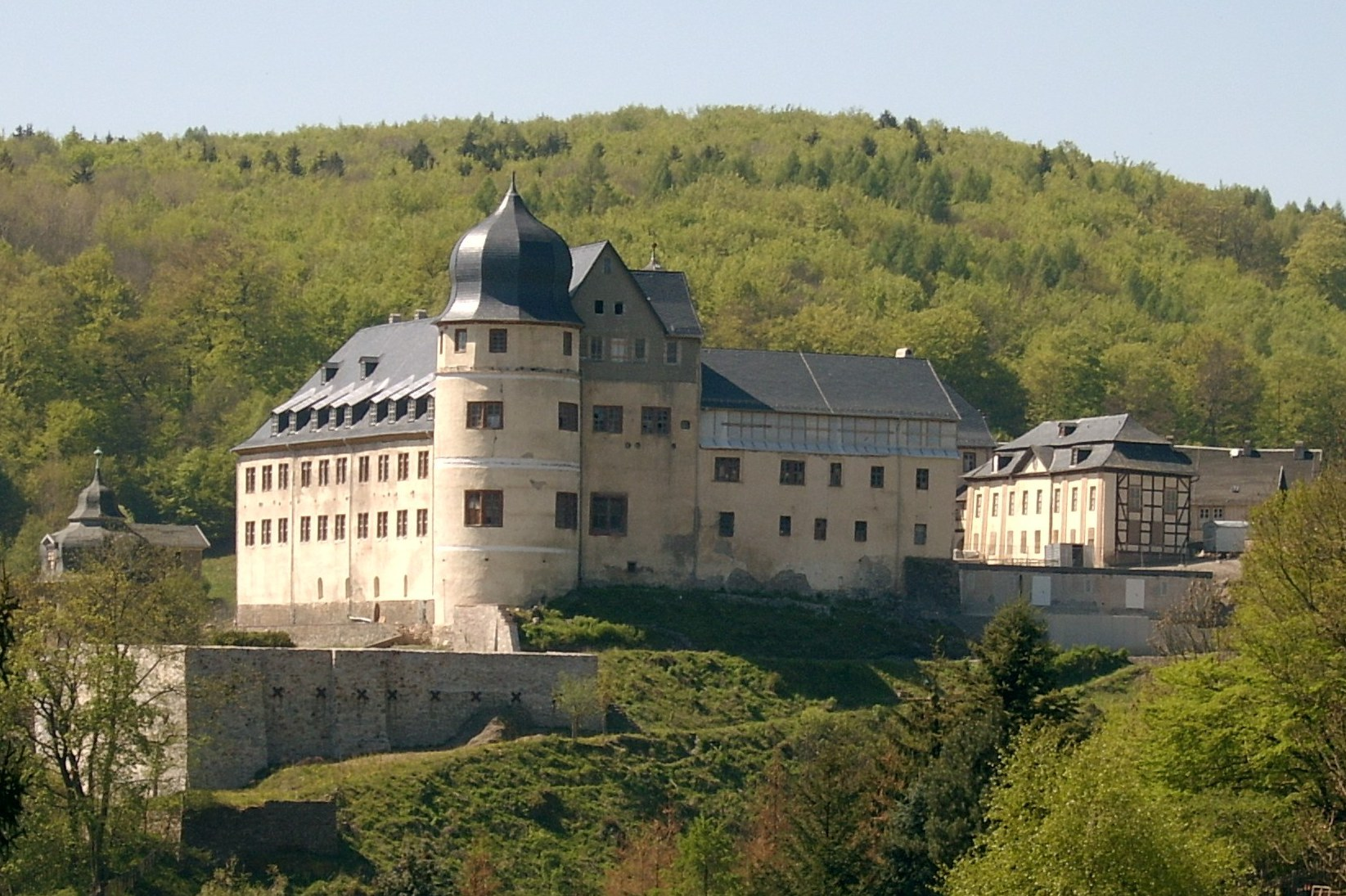
Das Schloss

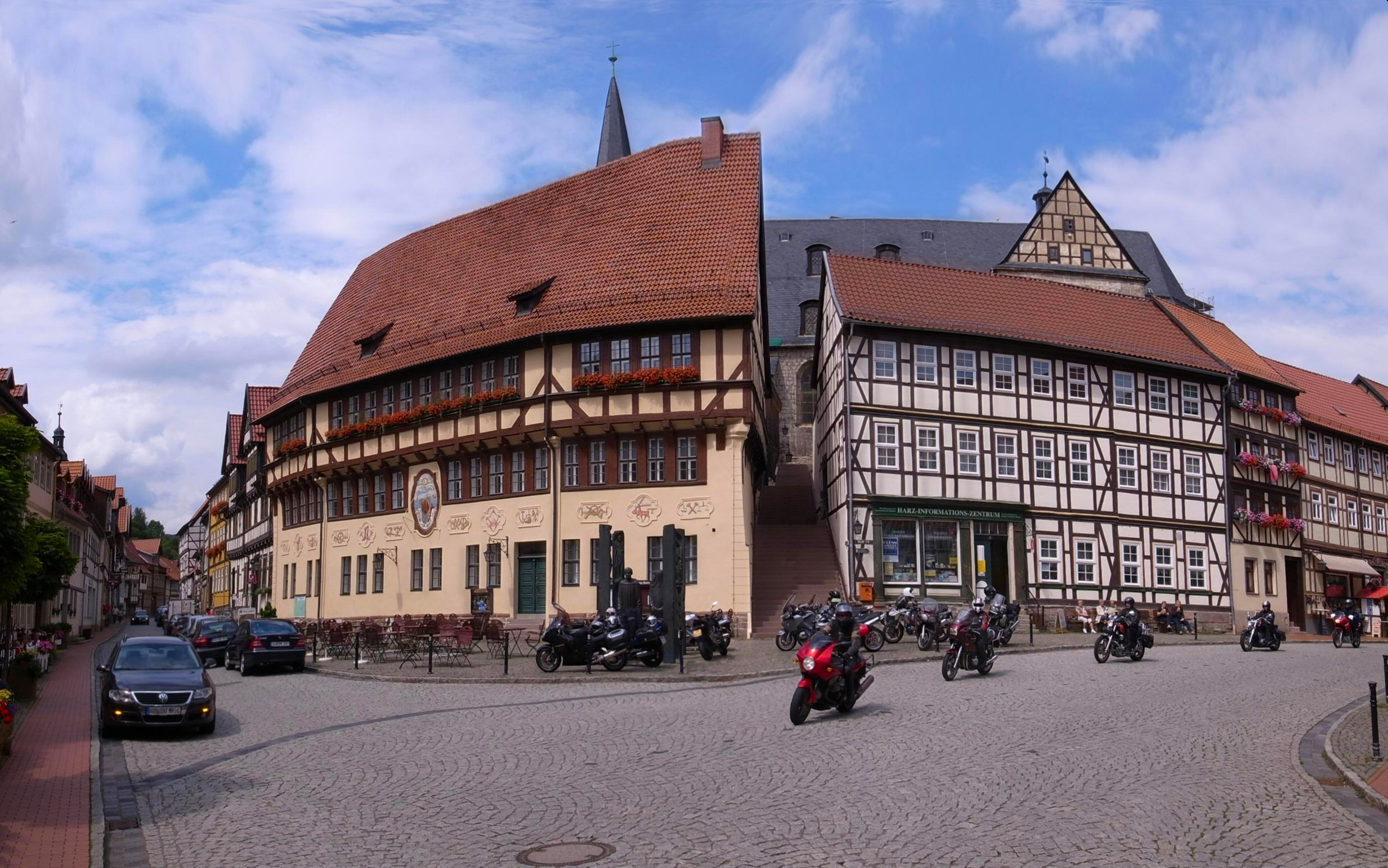
Das Rathaus am Markt

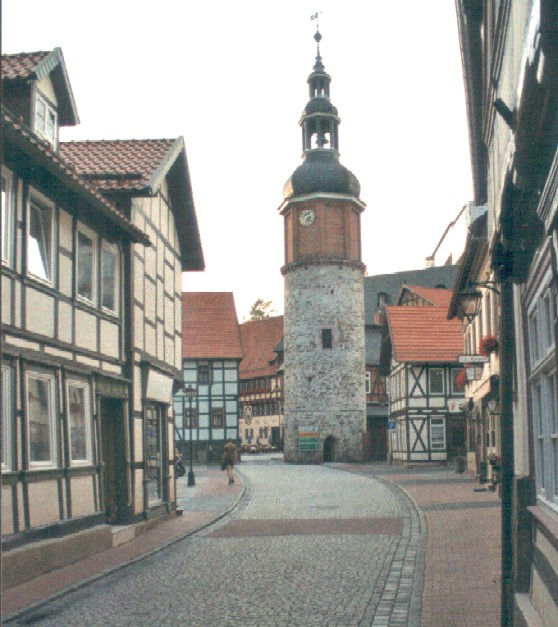
Saigerturm

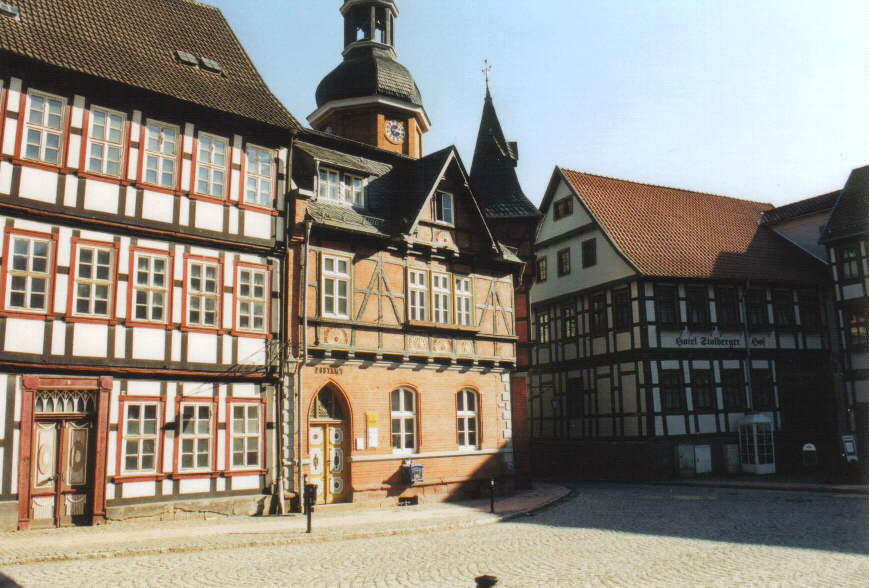
Früheres Postamt, dahinter der Saigerturm

Sehenswert ist Schloss Stolberg, das auf einem nach drei Seiten abfallenden Berg steht und dessen ältestes Bauteil, der Rundturm, aus der Zeit um 1200 stammt, dessen neuere Teile jedoch im Stil der Renaissance zwischen 1539 und 1547 erbaut wurden. Im Südostflügel befindet sich das klassizistische Große Empfangszimmer, der Rote Saal, ein Entwurf von Karl Friedrich Schinkel. Sein heutiges Aussehen erhielt das Schloss durch Umbauten zwischen 1690 und 1700. Bis zur Enteignung 1945 befand sich das Schloss im Besitz der Familie Fürst zu Stolberg-Stolberg. Derzeit wird es durch die Deutsche Stiftung Denkmalschutz umfassend restauriert sowie saniert.
Das Rathaus aus dem Jahre 1454 ist ein Baukuriosum, denn es hat kein Treppenhaus. Den Zugang zu den oberen Stockwerken erreicht man nur über eine äußere Treppe, die gleichzeitig zur spätgotischen St.-Martini-Kirche hochführt. Am 21. April 1525 predigte in dieser Kirche Martin Luther gegen den Bauernaufstand. Die Restaurierung der dreischiffigen Basilika aus dem 13. Jahrhundert ist wegen ihrer Hanglage sehr aufwendig. Auch hier hat sich neben anderen Spendern die Deutsche Stiftung Denkmalschutz zweimal engagiert. Nordwestlich der Kirche befindet sich die Marienkapelle. Direkt vor dem Rathaus wurde in Erinnerung an den 1989 gefeierten Geburtstag Thomas Müntzers ein von dem Bildhauer Messerschmidt geschaffenes Müntzer-Denkmal errichtet.
Gegenüber dem Rathaus befindet sich der Saigerturm. Er stammt aus dem 13. Jahrhundert; der obere Teil wurde Anfang des 19. Jahrhunderts erneuert. Seinen Namen hat er von der Saigerschmelzhütte, die im Mittelalter neben ihm stand. In der Niedergasse steht das 1851 teilweise ausgebrannte Geburtshaus von Thomas Müntzer, das heutige Thomas-Müntzer-Haus. Gleichfalls in der Niedergasse steht die Sankt-Georg-Kapelle sowie die das Heimatmuseum beherbergende Alte Münze. Am westlichen Ende der Rittergasse befindet sich das Rittertor als einzig erhaltenes mittelalterliches Stadttor der Stadt. Westlich vor dem Tor befindet sich das 1810 erbaute Chalet Waldfrieden, in dessen Nähe bis 1818 die Kapelle zum heiligen Kreuz stand. An einem Berghang südwestlich über der Stadt befindet sich die an Martin Luther erinnernde Lutherbuche. Unterhalb der Buche am Ufer der Lude befindet sich der Klingelbrunnen. Im Wald nordwestlich der Stadt steht das Hirschdenkmal.
Unweit von Stolberg erhebt sich der Große Auerberg (579 m). Auf ihm befindet sich der 38 Meter hohe Aussichtsturm mit dem Namen Josephskreuz. Es ist das größte Doppeleisenkreuz der Welt.

### Straßengestaltung
Einmalig in Deutschland ist die Gestaltung des öffentlichen Raums in Stolberg. An den Eingängen der Stadt steht ein Schild für Tempo 30- und Parkverbotszone (mit Parkscheibe darf in gekennzeichneten Flächen eine Stunde geparkt werden). Ansonsten wird auf jegliche Verkehrszeichen im Ort verzichtet.
Wenngleich eine klare Trennung zwischen Bürgersteig und Straße besteht, kann man dies als frühe Form des Shared-Space-Ansatzes ansehen.

### Gedenkstätten
- Ehrenmal von 1969 im Kulturpark „Tyrahöhe“ für elf KZ-Häftlinge, die bei einem Todesmarsch im Frühjahr 1945 von SS-Männern ermordet wurden.

### Sport
Seit 2017 wird der Stolberger Schloss-Lauf mit unterschiedlich langen Strecken durchgeführt.

### Regelmäßige Kulturveranstaltungen
- Am 1. Januar jedes Jahres findet das Anprägen der Jahresmedaille im Museum ALTE MÜNZE statt – der einzigen vollständig erhaltenen historischen Münzwerkstatt des 18. Jahrhunderts im europäischen Raum.
- Anfang Februar jedes Jahres, meist am zweiten Sonntag im Monat, findet am Josephskreuz, dem größten eisernen Doppelkreuz der Welt, das Winterfest statt – ein Fest bei Spiel und Spaß im Schnee für die ganze Familie.
- Am Karsamstag-Abend wird ein traditionelles Osterfeuer auf dem Festplatz am Rittertor angezündet.
- Das Große Walpurgisfest am Josephskreuz auf dem Großen Auerberg findet am 30. April mit Theaterspiel, Musikanten, Kräuterfrauen, Besenbindern, Hexen und Teufeln sowie einem großen Abschlussfeuerwerk statt. Konzerte am Josephskreuz sind auch zu Himmelfahrt und am Pfingstsonntag.
- Am Wochenende nach Himmelfahrt Schützenfest der Stolberger Schützengilde von 1421 mit Königsschießen und Volkskönigschießen und Festumzug am Sonntagmorgen.
- An einem Wochenende Mitte Juni findet das Museumsfest in der Alten Münze statt.
- Am letzten Wochenende im Juni erfolgt ein Schützenfest der Stolberger Bogenschützen auf dem Festplatz am Rittertor, mit Schießen mit der historischen Armbrust und Flatterschießen für die Kinder.
- Am vorletzten Sonntag im Juli wird ein traditionelles Waldfest am Josephskreuz mit Harzer Brauchtum und Folklore, Spezialitäten, Musikanten und Händlern abgehalten.
- Im Sommer finden Festspiele auf der Waldbühne Stolberg statt. Das Theaterstück um den Sohn der Stadt Thomas Müntzer steht dort ebenso auf dem Veranstaltungsplan, wie Inszenierungen des AndersweltTheaters, Konzerte u. ä.
- Am zweiten Wochenende im August folgt das Stolberger Lerchenfest, ein historisches Stadtfest mit Händlern, Handwerkern, Gauklern und Musikanten.
- Am zweiten Wochenende im September lädt das Europastadtfest zum Feiern mit Freunden aus Europa ein. Jedes Jahr wird eine andere europäische Stadt eingeladen, mit der Stolberg freundschaftliche Verbindungen hat. Speziell zum Thema wird Kulturelles und Kulinarisches aus einem europäischen Land, auch touristische Informationen, spezielle Souvenirangebote usw. der eingeladenen Stadt und dem Land angeboten.
- Am 3. Oktober erfolgt eine Festveranstaltung zum Tag der Deutschen Einheit mit den Partnerstädten Stolberg (Rheinland) und Hardegsen (Solling).
- Anfang November veranstaltet die Jahrestagung der Johann-Gottfried-Schnabel-Gesellschaft e. V. eine Literarisch-wissenschaftliche Gesellschaft zur Forschung zu Leben und Werk des bedeutenden Schriftstellers des 18. Jahrhunderts.
- Am 1. Advent findet ein Adventkonzert in der St.-Martini-Kirche und ein Märchenhafter Advent in den Gassen der Stadt statt.
- Am 2. oder 3. Advent öffnet der Stolberger Weihnachtsmarkt im historischen Jägerhof.
- Das AndersweltTheater am Markt bietet literarisch-musikalisch-kulinarische Abende mit Theateraufführungen und Konzerten.

### Sonstiges
- Hunrodeiche, über 1000-jährige Eiche, Brusthöhenumfang 6,65 m (2015), direkt östlich vom Stolberger Ortsteil Hainfeld

## Verkehr

### Eisenbahnverkehr

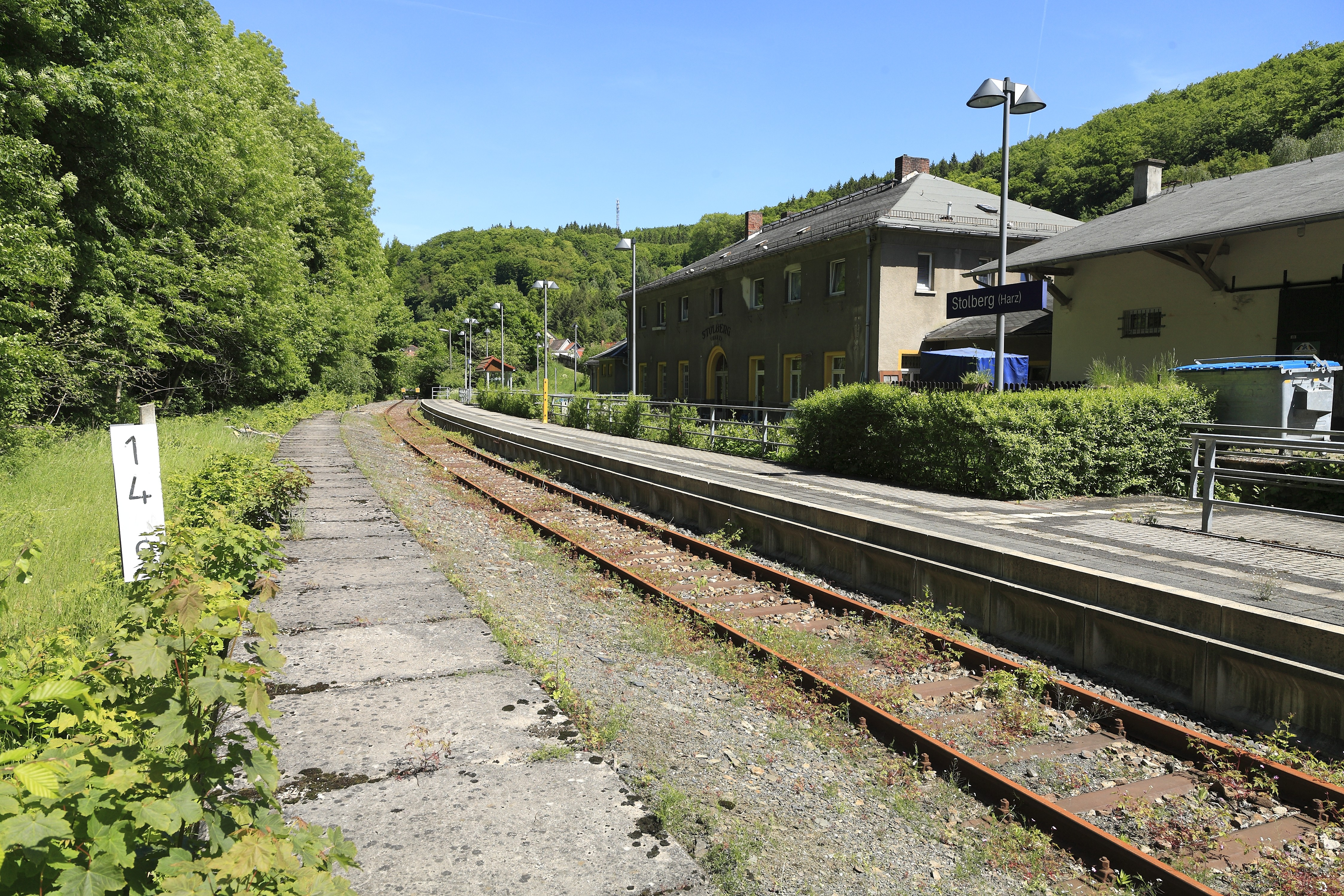
Ehemaliger Personenbahnhof

Mit der Eisenbahn war Stolberg bis Dezember 2011 über die Bahnstrecke Berga-Kelbra–Stolberg mit der Hauptbahn Halle–Kassel verknüpft, wo im Bahnhof Berga-Kelbra gute Umsteigemöglichkeiten bestanden. Wochentags erfolgte der Verkehr von dort durch Busse, am Wochenende durch die Burgenlandbahn. Ferner gab es im Sommer durchgehende Züge von Leipzig und Magdeburg über Sangerhausen direkt nach Stolberg. Diese Ausflugszüge verkehrten am Wochenende einmal vormittags nach Stolberg und nachmittags zurück Richtung Leipzig bzw. Magdeburg. Der planmäßige Zugverkehr nach Stolberg wurde durch die Nahverkehrsservice Sachsen-Anhalt (NASA) zum Dezember 2011 abbestellt, begründet durch zu geringe Auslastung der Züge.

### Busverkehr
Der öffentliche Personennahverkehr wird unter anderem durch den TaktBus des Landesnetzes Sachsen-Anhalt erbracht. Folgende Verbindung führt durch Stolberg:
- Linie 450: Breitenstein ↔ Stolberg ↔ Berga ↔ Tilleda ↔ Sangerhausen

Durch weitere Buslinien ist Stolberg auch aus Quedlinburg über Güntersberge und Harzgerode über Straßberg erreichbar.

### Straßenverkehr
Mit dem Auto kann man aus Richtung Norden und somit aus dem Harz her kommen, vom Süden her aus dem Kyffhäusergebirge über die Autobahnabfahrt Berga der A 38.

## Religion

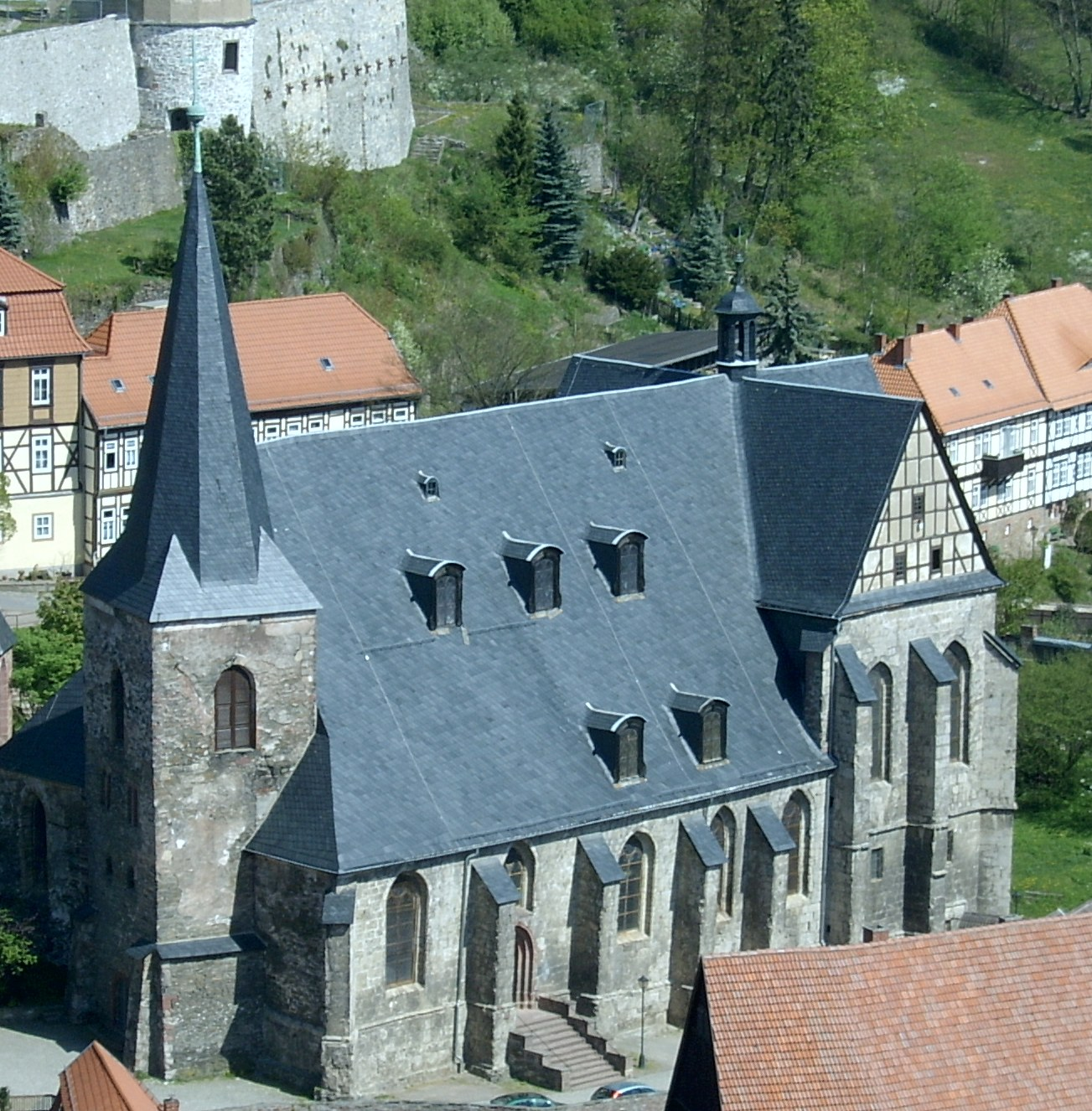
Evangelische St.-Martini-Kirche

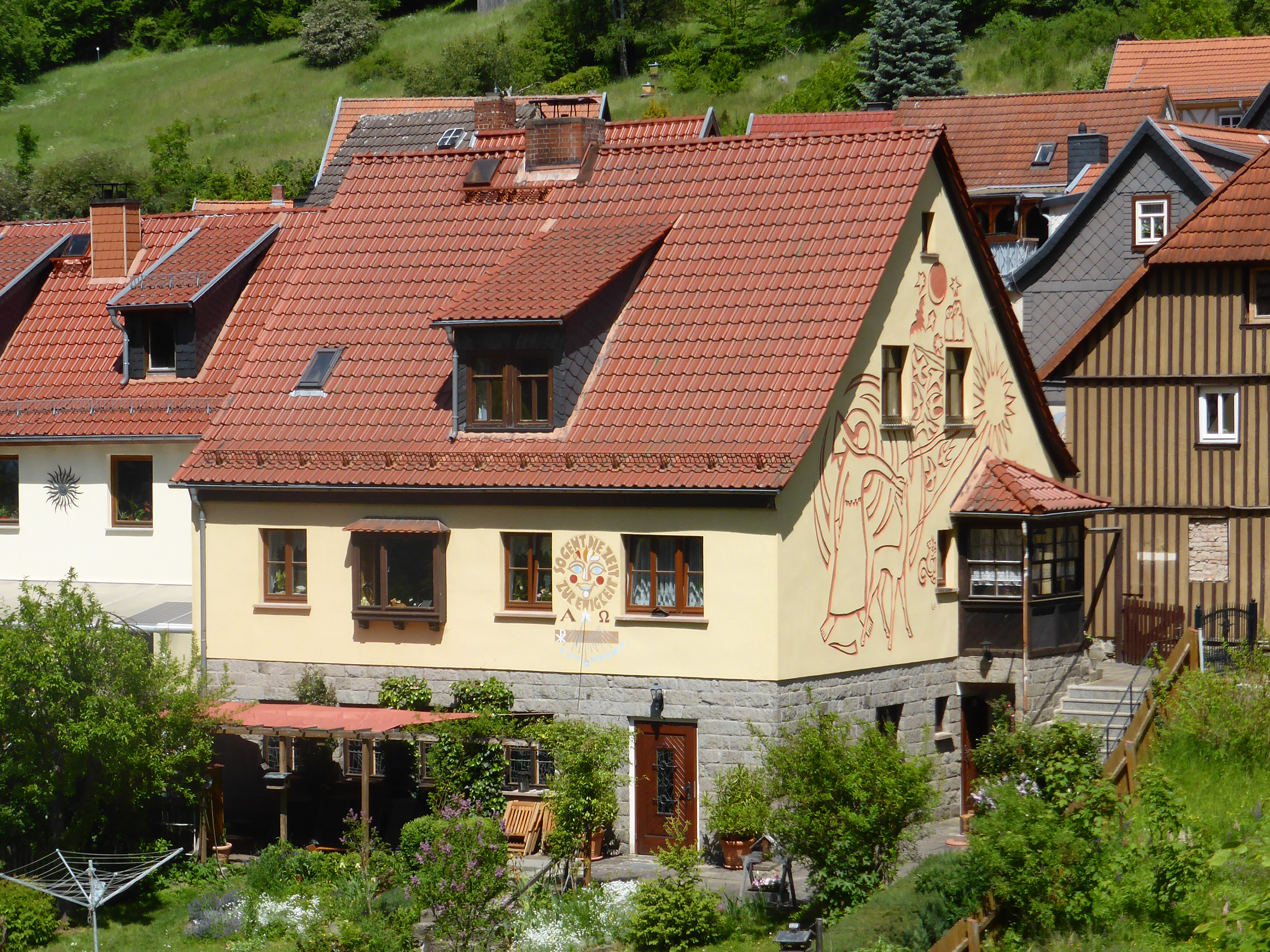
Katholisches Pfarrhaus mit Kapelle St. Johannes am Jordan

Die St.-Martini-Kirche und die St.-Georg-Kapelle gehören zur Kirchengemeinde Rottleberode-Stolberg im Kirchenkreis Eisleben-Sömmerda der Evangelischen Kirche in Mitteldeutschland.
Durch die Flucht und Vertreibung Deutscher aus Mittel- und Osteuropa 1945–1950 zogen wieder Katholiken in das durch die Reformation evangelisch-lutherisch geprägte Stolberg, ihre Gottesdienste fanden zunächst in der evangelischen Kirche oder der Hospitalkapelle statt. 1957 wurde das baufällige und leerstehende Hirtenhaus auf dem Grundstück Neustadt 40 abgebrochen und 1958/59 durch einen Neubau ersetzt, der eine Wohnung und im Untergeschoss eine Kapelle beinhaltet. Die straßenseitige Fassade wurde mit Fachwerk ausgeführt, um das Haus den Nachbargebäuden anzupassen. Am 18. November 1962 erfolgte die Weihe der Kapelle durch Joseph Freusberg, den in Erfurt residierenden Weihbischof des Bistums Fulda, zu dem Stolberg damals gehörte. Die Kapelle bekam das Patrozinium Johannes des Täufers, viele Kunstwerke der Kapelle sind Werke des Künstlers Bernhard Langer. Während der DDR gehörte die Kapelle zur Pfarrei Nordhausen, später kam sie zur Kuratie Elbingerode, und seit deren Auflösung im Jahre 2007 gehört die Kapelle zur Pfarrei Sangerhausen im Bistum Magdeburg.
Eine private Waldkapelle wurde ab 2006 im Ortsteil Hainfeld erbaut, 2008 wurde sie eingeweiht.

## Persönlichkeiten

### Söhne und Töchter des Ortes

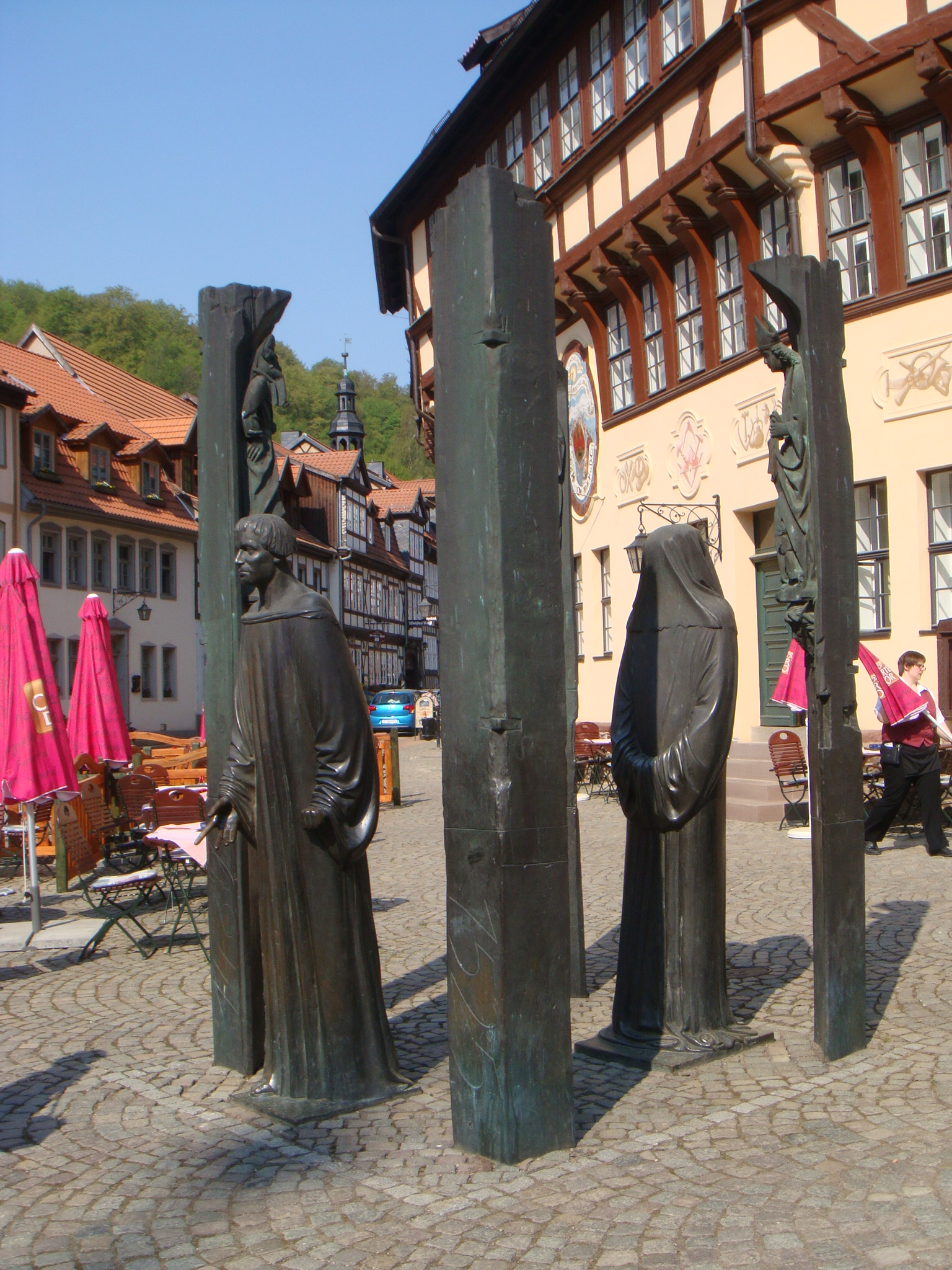
Thomas-Müntzer-Denkmal von K.F. Messerschmidt, 1989

- Hans von Werthern (1443–1533), Ritter, Geheimer Rat der regierenden Herzöge von Sachsen, Amtmann und Besitzer der Herrschaft Brücken
- Botho zu Stolberg (1467–1538), regierender Graf über Stolberg, Wernigerode und Hohnstein
- Heinrich der Jüngere zu Stolberg (1467–1508), Zwillingsbruder von Botho zu Stolberg, Statthalter von Friesland
- Thomas Müntzer (1489–1525), revolutionärer Theologe und Bauernführer
- Tilemann Plathner (1490–1551), Superintendent und erster evangelischer Pfarrer Stolbergs
- Wolfgang zu Stolberg (1501–1552), Graf, Domprobst und Universitätsrektor
- Gräfin Anna zu Stolberg (1504–1574), 28. Äbtissin des Reichsstiftes Quedlinburg
- Ludwig von Stolberg-Königstein (1505–1574), Regent von Eppstein-Königstein
- Gräfin Juliana zu Stolberg (1506–1580), Mutter von Wilhelm von Oranien
- Graf Heinrich zu Stolberg (1509–1572), regierender Graf über Stolberg und Wernigerode
- Johann Schneidewein (1519–1568), Jurist
- Salomon Plathner (um 1546–1604), Kanzler der Grafen von Schwarzburg-Sondershausen
- Christoph Ludwig II. zu Stolberg-Stolberg (1703–1761), Graf der zum Kurfürstentum Sachsen gehörigen Grafschaft Stolberg-Stolberg
- Michael Leuckart (1710–1792), Buchdrucker in Helmstedt
- Johan Andreas Auge (1711–1805), Gärtner und Pflanzensammler
- Johann Christoph Wiedemann (1730–1794), Orgelbauer
- Gottlob Friedrich Ernst Schönborn (1737–1817), Diplomat
- Joseph zu Stolberg-Stolberg (1771–1839), Politiker
- Gräfin Louise zu Stolberg (1799–1875), Lyrikerin, Übersetzerin und Herausgeberin
- Ernst Helbig (1802–1866), Maler der Romantik
- Carl Stör (1814–1889), Violinist und Kapellmeister
- Alfred Lämmerhirt (1839–1899), Industrieller, Ingenieur und Direktor in der Montanindustrie
- Paulus von Stolzmann (1863–1930), General der Infanterie der Reichswehr
- Hermann Röbbeling (1875–1949), Theaterintendant
- Karl Aderhold (1884–1921), Reichstagsabgeordneter der Unabhängigen Sozialdemokratischen Partei Deutschlands
- Gustav Leidenroth (1885–unbekannt), Kaufmann und Politiker, NSDAP-Reichstagsabgeordneter 1933–1935
- Wolfgang Knape (1947–2023), Schriftsteller
- Jens Lehmann (* 1967), Radsportler, Politiker
- Matthias Höhn (* 1975), Mitglied des Landtages von Sachsen-Anhalt und Bundesgeschäftsführer der Partei DIE LINKE
- Daniel Seibert (* 1980), Berufssoldat, Träger des Ehrenkreuzes der Bundeswehr für Tapferkeit
- Richard Thierbach (1860–1931), Maler[17]

### Personen mit Bezug zum Ort
- Georg Aemilius (1517–1569), Theologe und Botaniker
- Johann Georg Papenius (1668–vor 1745), Orgelbauer in Stolberg
- Johann Gottfried Schnabel (Pseudonym: Gisander; 1692–1744/1748), Schriftsteller der Aufklärung
- Johann Arnold Zeitfuchs (1671–1742), Chronist, Theologe und geistlicher Schriftsteller
- Johann Friedrich Penther (1693–1749), Kammer- und Bergrat in Stolberg
- Philipp Phoebus (1804–1880), Arzt, Botaniker und Pharmakologe, Ehrenbürger von Stolberg (1849)
- Thilo Ziegler (1937–2015), Kommunalpolitiker, Bergmann und Heimatforscher
- Monika Lücke (* 1958), Historikerin